# Krummhorn (regiszter)

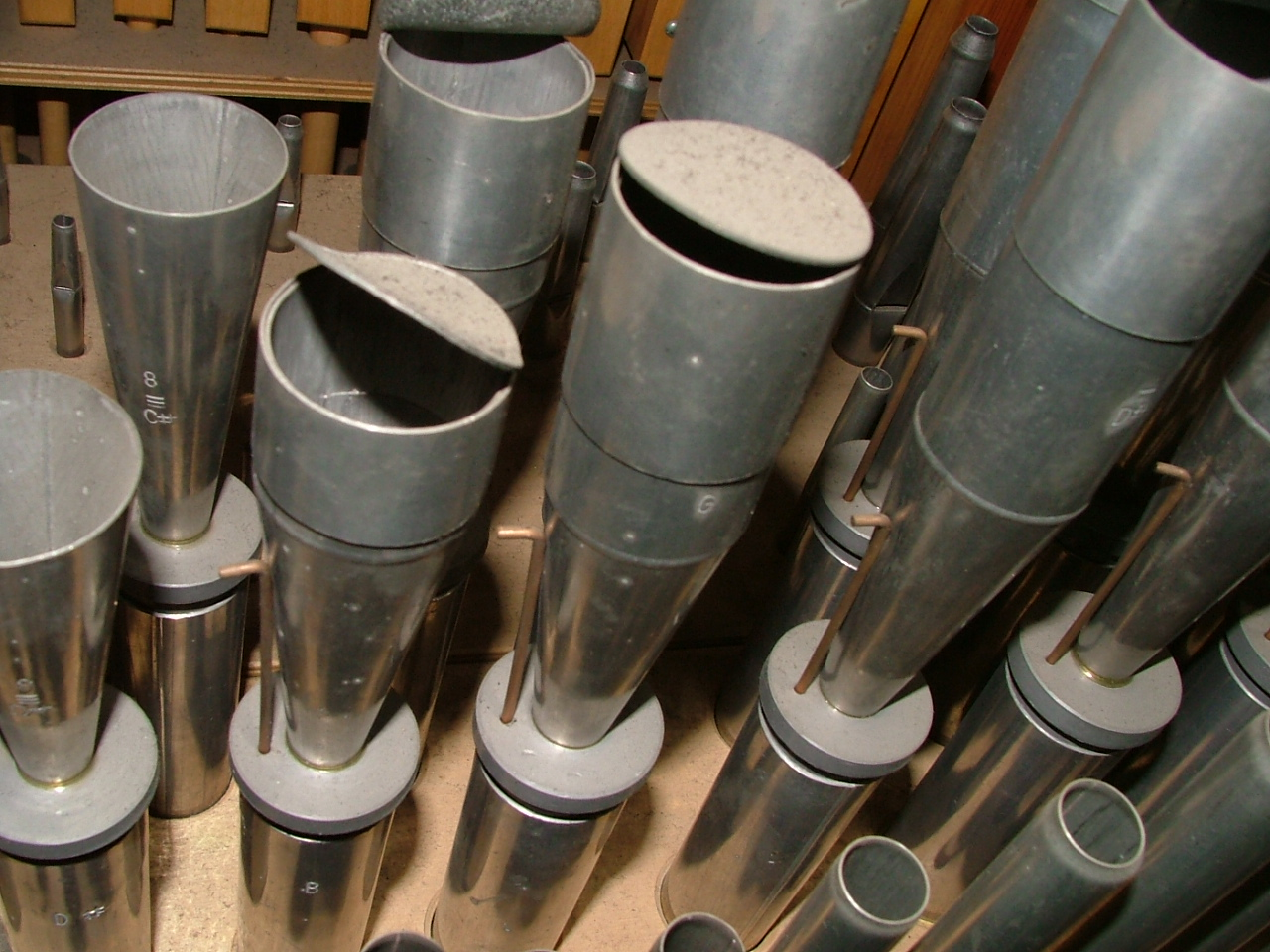
Cromorne 8'

A Krummhorn az orgona egyik nyelvregisztere.
| német:   | Krummhorn |
| francia: | Cromorne  |
| latin:   | Lituus    |
| angol:   | Crumhorn  |
| magyar:  | Görbekürt |

## Leírás
Cilindrikus, fele hosszúságú, szűk keresztmetszetű rezonátorcsővel ellátott nyelvregiszter. Legtöbbször 8' regiszterként készül, de előfordul 4' változatban is.

## Történet
Krummhorn jelentése: görbekürt. Az egyik legrégibb orgonaregiszter, írásos emlék az 1400-as évekből maradt ránk. Az évszázadok folyamán mind hangszínben, mind pedig felépítésben sokat változott. Egy francia barokk orgonán (1650-1790) a pozitívmű nyelvregisztere volt. Szólóregiszterként és más regiszterekkel kombinálva is használták.
Gyakran francia barokk tételek szólóregisztereként is előfordul (Basse de Cromorne, Cromorne en Taille), az egyik fő regiszter volt a pozitívmű Grand Jeu-jén.
Dom Bedos ritkán a Grand Orgue nyelvegisztereként építette, ám mégis legtöbbször a pozitívmű regisztere, főként abban az esetben, amikor nem fért el egy teljes hosszúságú Trompette 8'. Hangilag és felépítésben az egyik legjellemzőbb regisztere a francia barokk orgonáknak.

## Változatok
- Krummhornregal
- Vox Humana Krummhorn